# Климов, Владимир Николаевич
Владимир Николаевич Климов (род. 1935) — советский конструктор, Герой Социалистического Труда.

## Биография
Владимир Николаевич Климов родился 27 июля 1935 года в Москве. Окончил среднюю школу, а в 1959 году — Московский авиационный институт, после чего работал в ОКБ-2 (ныне — Конструкторское бюро химического машиностроения имени А. М. Исаева). Участвовал в проведении монтажа технологического оборудования на полигонах «Капустин Яр» и «Байконур» в начале 1960-х годов. С 1963 года работал в ГСКБ «Спецмаш» (ныне — в составе Центра эксплуатации объектов наземной космической инфраструктуры), прошёл путь от старшего инженера до заместителя генерального конструктора и заместителя начальника конструкторского бюро.
Климов является активным участником разработки стартового комплекса для ракетно-космической системы Н1-Л3, который предназначался для использования в рамках советской «Лунной программы», которая так и не была претворена в жизнь, а также стартового комплекса для советского многоразового космического корабля «Энергия-Буран». Принимал участие в испытаниях и пуске первых ракет-носителей «Энергия».
Закрытым Указом Президента СССР в 1991 году за «выдающиеся достижения в развитии космической техники» Владимир Николаевич Климов был удостоен высокого звания Героя Социалистического Труда с вручением ордена Ленина и медали «Серп и Молот».
После распада СССР продолжал работать в КБ в качестве заместителя, первого заместителя генерального комплекса. В настоящее время проживает в Москве.
Также награждён орденом Александра Невского (2025), двумя орденами Трудового Красного Знамени и рядом медалей.